# Guilhem Anelier
Guilhem Anelier de Tolosa o de Toloza (fl. XIII secolo) è stato un trovatore occitano originario della Linguadoca.
Alcuni pensano che il nome di Guilhem Anelier sia riferibile a due trovatori.

## Opera
È autore del poema epico occitano del XIII secolo La Guerra de Navarra, in forma di chanson de geste, che racconta minuziosamente la guerra civile in Navarra del 1276–1277, descritto come una canso e pubblicato nel 1856 con il titolo di Histoire de la guerre de Navarre en 1276 et 1277, da Francisque Michel. 

### Composizioni
- Poema su La Guerra de Navarra

In Domine Patris et Filii et Spintus Sancti. Amen.          I. 

          Gesu Crist, qu'es mon paire et vera Trinitatz, 

          e ver Dios e ver oms e vera unitatz, 

          m'a dat sen e saber qu'eu sia aprimatz 

          en entendre razos et en far motz doblatz: 

          per qu'eu vuyll far .i. libre, que razo n'ay assatz;

          qu'eu vey que zes segle es assy atornatz, 

          que mas pot traicios que no fa leialtatz. 

          Per que m platz qu'eu vos digua, ab que si' escoltatz, 

          de ço que a estat fait el temps que n'es passatz. 

          E prec a Jhesu Crist, on son totas bontatz,

          Que m lays ben començar e meiltz finir, si'l platz, 

          qu'en lui es totz podes.  

          [...]

#### Sirventes
- Ara farai, no·m puesc tener
- Ara faray, sitot no·m platz
- El nom de Dieu, qu'es paire omnipotens
- Vera merces e dreitura sofranh